# Kampania filipińska (1941–1942)

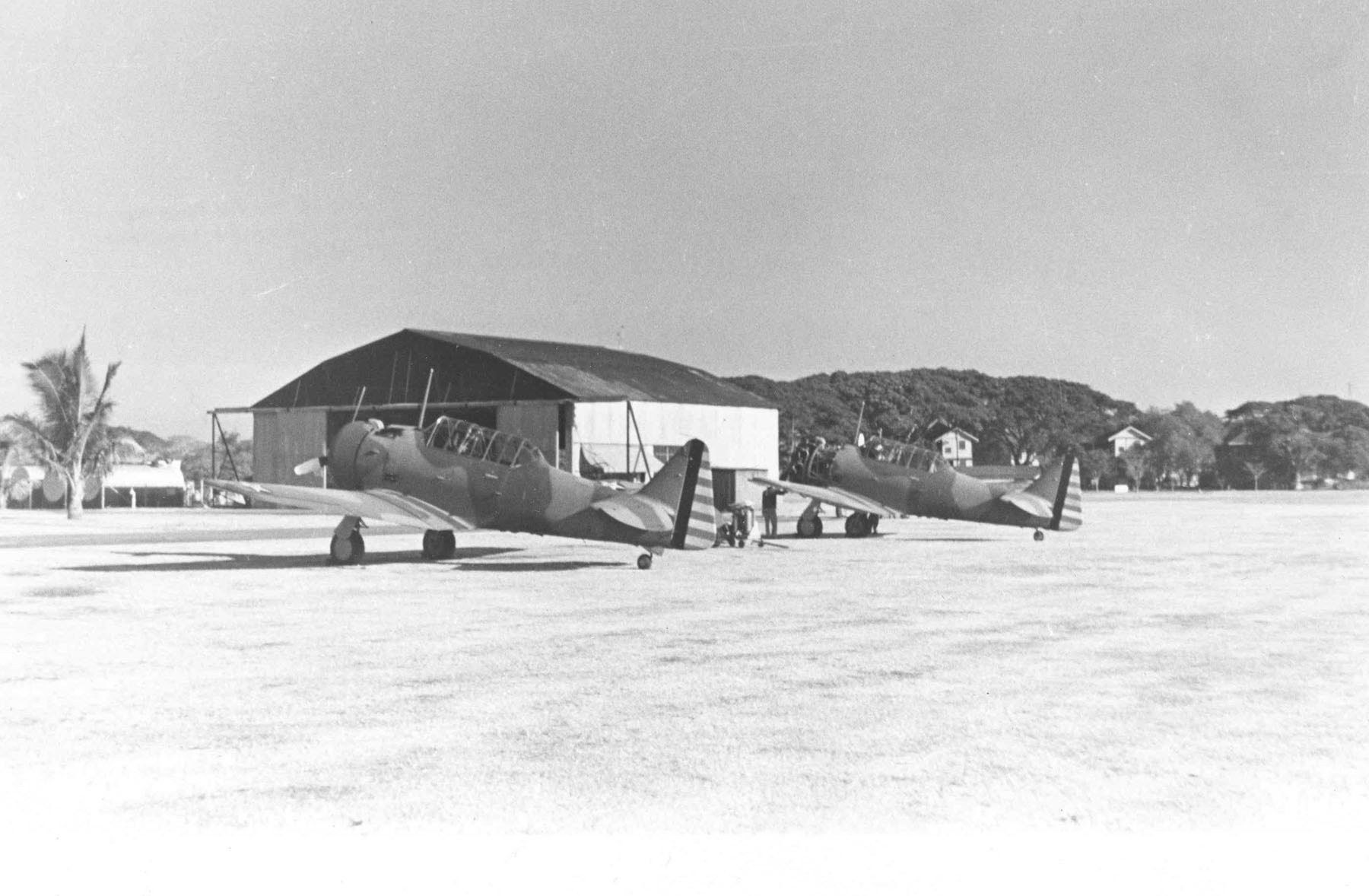
Amerykańskie samoloty szturmowe A-27 na lotnisku Nichols Field na Filipinach w 1941 roku

Kampania filipińska (1941–1942), znana także jako bitwa o Filipiny – inwazja na Filipiny dokonana przez siły japońskie podczas wojny na Pacyfiku pomiędzy 1941–1942 rokiem oraz obrona wyspy prowadzona przez wojska filipińskie i amerykańskie.
Siły obrony przekraczały siły japońskie w stosunku 3:1, jednak były one złożone z mieszanych jednostek w większości posiadających niewielkie doświadczenie bojowe, ponieważ rekrutowano członków Gwardii Narodowej, policji i nowo utworzonych jednostek Wspólnoty Filipińskiej, podczas gdy Japończycy używali swoich najlepszych żołnierzy pierwszej linii już na samym początku kampanii. Japońska 14 Armia Polowa także skoncentrowała swoje siły w pierwszym miesiącu kampanii, co przyczyniło się do szybkiego zajęcia większej części Luzonu.
Japońskie dowództwo, wierząc w to, że wygrało kampanię, podjęło strategiczną decyzję o skróceniu o jeden miesiąc ich harmonogramu dotyczącego działań w Holenderskich Indiach Wschodnich, wycofując swoje najlepsze dywizje i jednostki ich sił powietrznych na początku stycznia 1942 roku. Decyzja ta połączyła się razem z amerykańską decyzją o wycofaniu wszystkich sił obrońców na pozycje obronne na półwyspie Bataan, które z powodzeniem zostały utrzymane przez wojska amerykańskie i filipińskie przez następne cztery miesiące.
Po kapitulacji, swoje działania kontynuował ruch oporu. Największą organizacją partyzancką był Hukbalahap, podporządkowany Komunistycznej Partii Filipin. Natomiast większa część żołnierzy broniących się na terenie Bataanu została pojmana.

## Podłoże

### Krótki rys historyczny
Filipiny były kolonią korony hiszpańskiej od 1542 roku. W 1896 roku wybuchło powstanie antyhiszpańskie, na którego czele od 1897 roku stał gen. Emilio Aguinaldo. Od kwietnia 1898 roku powstanie toczyło się równolegle z wojną amerykańsko-hiszpańską. 12 czerwca 1898 roku powstańcy proklamowali niepodległość. Stany Zjednoczone po pokonaniu Hiszpanii nie uznały nowej republiki i nie zamierzały wycofać się z Filipin. 4 lutego 1899 roku doszło do starć zbrojnych, które trwały do 1901 roku. Filipiny stały się terytorium zależnym od Stanów Zjednoczonych. Posiadały jednak własny parlament, który od 1916 roku otrzymał duże uprawnienia w sprawach wewnętrznych. W 1918 roku rząd filipiński wysłał do Francji 6 tys. żołnierzy, którzy wzięli udział w I wojnie światowej. W 1934 roku Kongres Stanów Zjednoczonych przyjął ustawę Tydingsa – McDuffiego, która przyznała Filipinom autonomię na 10 lat i przewidywała po tym okresie przyznanie im niepodległości.

### Siły aliantów
Obrona wyspy znajdowała się w gestii armii filipińskiej i amerykańskiej. W połowie 1941 roku na czele departamentu Obrony Narodowej stał Teofilo Sison, natomiast szefem sztabu został gen. B. Valdes. Siłami amerykańskimi znajdującymi się na obszarze Filipin dowodził gen. George Grunert (tzw. Philippine Departament). Obszar Filipin podzielony został na 10 dystryktów wojskowych. Główną rolę w armii odgrywali oficerowie amerykańscy. W lipcu 1941 roku rząd amerykański zgodził się na utworzenie Sił Lądowych Stanów Zjednoczonych na Dalekim Wschodzie (United States Army Forces in the Far East), na czele których stanął gen. Douglas MacArthur. Armia filipińska w grudniu 1941 roku osiągnęła stan 100 tys. żołnierzy, w tym 22 532 stanowili Amerykanie. Żołnierze amerykańscy służyli głównie w jednostkach artyleryjskich i kawaleryjskich, przydzielonych do dywizji filipińskich. Oddzielną formacją była Gwardia Narodowa, w której służyło 8,5 tys. żołnierzy amerykańskich. Amerykanie posiadali także siły lotnicze (United States Far East Air Force), którymi dowodził gen. Lewis H. Brereton. Dysponowano 183 myśliwcami (107 P-40B i E, 48 P-35A i 28 P-26A) i 35 bombowcami B-17. Utworzono trzy korpusy (okręgi korpusów): Północny Luzon, Południowy Luzon oraz Visayas i Mindanao. Utworzono także siły rezerwowe, a artylerię obrony wybrzeża zorganizowano w dywizję obrony wybrzeża.
Siły Północnego Luzonu dowodzone były przez gen. Jonathana Wainwrighta (dowództwo Fort Santiago) i składały się z: filipińskiej 11 Dywizji Piechoty gen. Williama E. Broughera (11. i 12 Pułk Piechoty oraz 11 Pułk Artylerii Lekkiej), filipińskiej 21 Dywizji Piechoty gen. Mateo Capinpina (21., 22. i 23 Pułk Piechoty oraz 21 Pułk Artylerii Lekkiej), filipińskiej 31 Dywizji Piechoty gen. C. Bluemela (31., 32. i 33 Pułk Piechoty oraz 31 Pułk Artylerii Lekkiej), 26 Pułku Kawalerii płk. Clintona A. Pierce’a oraz amerykańskiego 57 Pułku Piechoty. Żołnierze w pułkach piechoty posiadali różny stopień wyszkolenia. W pierwszych pułkach każdej dywizji znajdowali się żołnierze, którzy przeszli 13-tygodniowe szkolenie, w drugich żołnierze po 5-tygodniowym przeszkoleniu, natomiast w trzecim zgrupowano poborowych. W wielu dywizjach zrezygnowano z utworzenia trzeciego pułku, gdyż nie dysponowano wystarczającą liczbą poborowych. W pułku artylerii znajdowały się trzy dywizjony, pierwszy i trzeci wyposażony był w armaty polowe kalibru 75 mm, drugi w haubice kalibru 2,95 cala. Żadnemu z pułków nie dostarczono wystarczającej ilości wyposażenia, a trzeci dywizjon nie otrzymał uzbrojenia. Jednostki te broniły półwyspu Bataan i Zatoki Manilskiej.
Siły Południowego Luzonu dowodzone były przez gen. George’a M. Parkera Jr. (dowództwo Fort William McKinley) i składały się z: filipińskiej 1 Dywizji Piechoty gen. Fidela Segundo (1. i 3 Pułk Piechoty, 2 Pułk Piechoty i 1 Pułk Artylerii Lekkiej nie zostały sformowane), filipińskiej 41 Dywizji Piechoty gen. V. Lima (41., 42. i 43 Pułk Piechoty oraz 41 Pułk Artylerii Lekkiej), filipińskiej 51 Dywizji Piechoty gen. A.M. Jonesa (51., 52. i 53 Pułk Piechoty oraz 51 Pułk Artylerii Lekkiej) oraz filipińskiej 71 Dywizji Piechoty brygadiera C.A. Selleka (sformowano 71. pułk piechoty oraz 71 Pułk Artylerii Lekkiej). Siły Parkera osłaniały rejon na południe i na wschód od Manili.

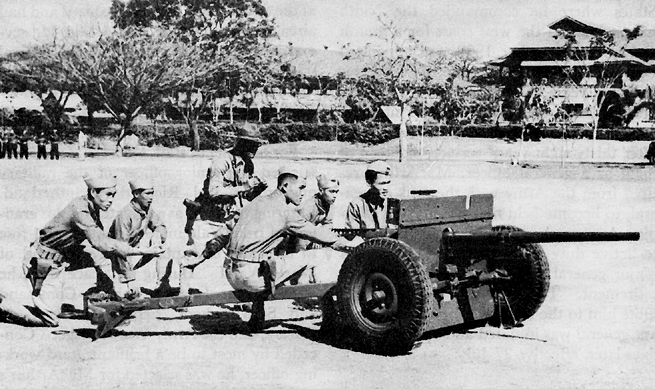
Filipińscy skauci w Forcie McKinley strzelający z armaty przeciwpancernej 37 mm podczas treningu w 1941 roku

Siły Visayas i Mindanao (dowództwo w Cebu City) dowodzone były przez gen. Williama F. Sharpa i składały się z: filipińskiej 61 Dywizji Piechoty gen. B.G. Chynowetha (61., 62. i 63 Pułk Piechoty oraz 61. pułk artylerii lekkiej), filipińskiej 81 Dywizji Piechoty gen. G.S. Forta (81., 82. i 83 Pułk Piechoty oraz 81 Pułk Artylerii Lekkiej) oraz filipińskiej 101 Dywizji Piechoty gen. J. Vachona. Wszystkie pułki artylerii nie otrzymały uzbrojenia, gdyż 17 grudnia zatopiono transportowiec SS „Corregidor”, który przewoził sprzęt wojskowy.
Obroną wybrzeża dowodził gen. George F. Moore, który dysponował czterema pułkami artylerii nadbrzeżnej. Siły rezerwowe stanowiły: 43. pułk kawalerii płk. J.P. Horana i Dywizja Filipińska gen. M.S. Lougha (31. pułk piechoty oraz 45. i 57 Pułk Kawalerii). Dywizja ta składała się w większości z żołnierzy amerykańskich, filipińskiej 91 Dywizji Piechoty gen. Luthera R. Stevensa oraz z Provisional Tank Group dowodzonej przez płk. Jamesa R.N. Weavera. W skład grupy wchodziły 192. batalion czołgów płk. Theodore F. Wickorda i 194. batalion płk. Ernesta B. Millera. Bataliony składały się etatowo z czterech kompanii i powinny posiadać (każdy) 54 czołgi lekkie M3 Stuart. Gdy jednostka znalazła się na Filipinach, jedna z kompanii 194. batalionu znajdowała się w Stanach Zjednoczonych, natomiast kompania D została skierowana na Alaskę. W związku z tym do 194. batalionu przeniesiono jedną kompanię ze 192. batalionu.

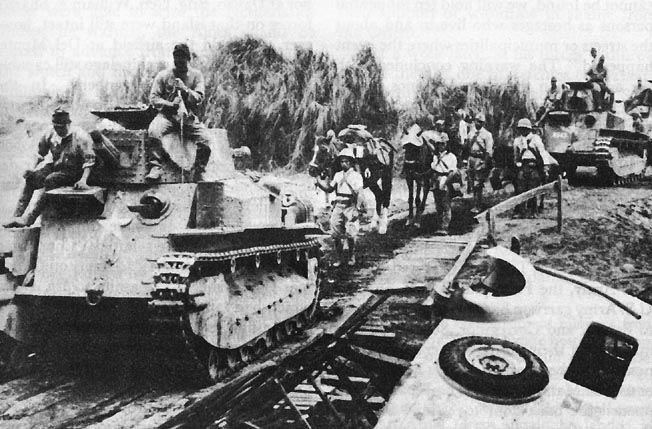
Japońskie średnie czołgi „Typ 89” nacierające w kierunku Manili

Dodatkowo na Filipinach Amerykanie posiadali United States Asiatic Fleet i 16 Dystrykt Morski, bazowane w Manili, które stanowiły morską obronę Filipin. Dowodzone przez adm. Thomasa C. Harta siły Floty Azjatyckiej składały się z ciężkiego krążownika USS „Houston”, lekkiego krążownika USS „Marblehead”, 13 niszczycieli typu Clemson i 29 okrętów podwodnych oraz mniejszych jednostek. We wrześniu 1941 roku morskie siły patrolowe na Filipinach zostały wzmocnione poprzez przybycie sześciu kutrów typu PT z 3. Dywizjonu Kutrów Torpedowych. Tak samo jak w przypadku amerykańskich patroli na rzece Jangcy kanonierki także stały się częścią morskiej obrony Filipin: USS „Asheville” (zatopiony na południe od Jawy 3 marca 1942 roku), USS „Mindanao” (stracony 2 maja 1942 roku), USS „Luzon” (samozatopiony 6 maja 1942 roku, a następnie podniesiony z dna i wcielony do służby Japończyków), USS „Oahu” (zatopiony 5 maja 1942 roku) i USS „Quail” (samozatopiony 5 maja 1942 roku). W grudniu 1941 roku siły morskie zostały wzmocnione przez szkuner USS „Lanikai”.

### Siły japońskie
Japończycy powierzyli zadanie zdobycia Filipin 14 Armii, dowodzonej przez gen. Masaharu Hommę. Dysponował on 16. i 48 Dywizją Piechoty i samodzielną 65 Brygadą Piechoty. Dywizje piechoty wspierane były przez 4 Pułk Czołgów ppłk. Kumagaya (38 czołgów lekkich „Typ 95”) oraz 7 Pułk Czołgów płk. Sonody (32 czołgi średnie „Typ 89”). Wsparcie artyleryjskie (poza artylerią dywizyjną) zapewniały 45., 46. i 47 Pułk Artylerii oraz 30. i 31 Samodzielny Pułk Artylerii. 14 Armia dysponowała trzema samodzielnymi pułkami inżynieryjnymi, 12 kompaniami transportowymi oraz oddziałami sanitarnymi. Łącznie w 14 Armii znajdowało się 47 tys. żołnierzy, w tym 38 856 z wojsk lądowych, 4633 żołnierzy piechoty morskiej (samodzielnych oddziałów desantowych Marynarki Cesarskiej) oraz 3621 żołnierzy z jednostek lotniczych.

## Przebieg kampanii

### Japońskie naloty powietrzne w pierwszych dniach kampanii

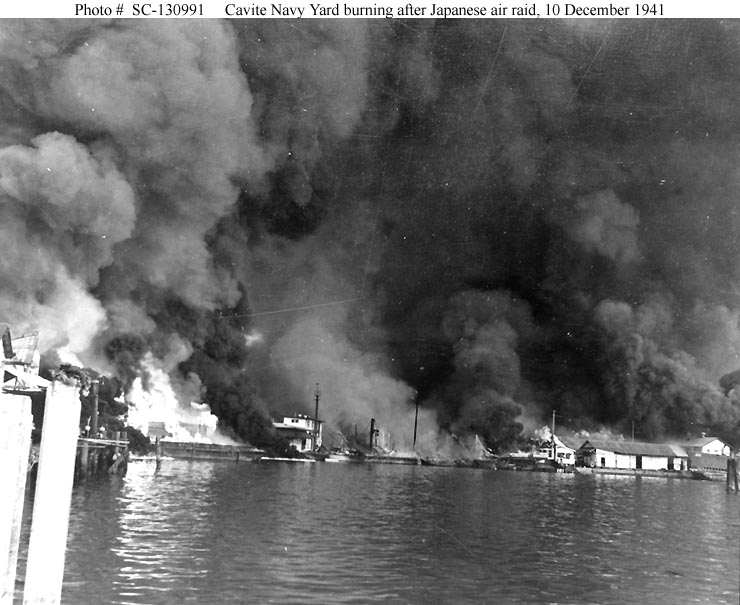
Baza US Navy w Cavite płonąca po ataku japońskiego lotnictwa 10 grudnia 1941 roku

Sztab gen. MacArthura został powiadomiony o ataku na Pearl Harbor 8 grudnia o godz. 3:30. Zarządzono alarm, jednak środki, jakie podjęto w celu odparcia ewentualnego ataku, były więcej niż skromne. Rankiem z lotnisk na Formozie wystartowało ponad 190 japońskich samolotów, które skierowały się na Luzon. Celem japońskiej wyprawy były amerykańskie lotniska – Clark Field i Nichols Field. Pierwsze samoloty bombowe nadleciały nad lotnisko Clark Field i rozpoczęły bombardowanie z pułapu 8000 m. Bombowce były poza zasięgiem amerykańskiej artylerii przeciwlotniczej, ale jak się okazało, Japończycy nie musieli być aż tak ostrożni. Artyleria amerykańska bowiem milczała. Na płycie lotniska zniszczonych zostało 18 ciężkich bombowców B-17B oraz 32 myśliwce. Wiele samolotów było uszkodzonych i nadawały się tylko na złom. W ten sposób podobnie jak na Hawajach Japończycy zapewnili sobie już w pierwszych godzinach przewagę w powietrzu. Tego dnia lotnictwo japońskie zniszczyło 103 samoloty alianckie na lotniskach filipińskich. W następnym dniu ciężki nalot przeprowadzono na lotnisko Nichols Field, w wyniku którego nie nadawało się do użytku. Japońskie samoloty zaatakowały także bazę US Navy w Cavite nad Zatoką Manilską. 12 grudnia 12 bombowców B-17 oraz 27 myśliwców zostało wysłanych na lotniska polowe na wyspie Mindanao.
Japończycy ciągłymi bombardowaniami zmusili również flotę amerykańską, bazującą w stolicy Filipin – Manili, do opuszczenia tego rejonu i wycofania się do Holenderskich Indii Wschodnich.

### Japońskie lądowania i zdobycie Luzonu

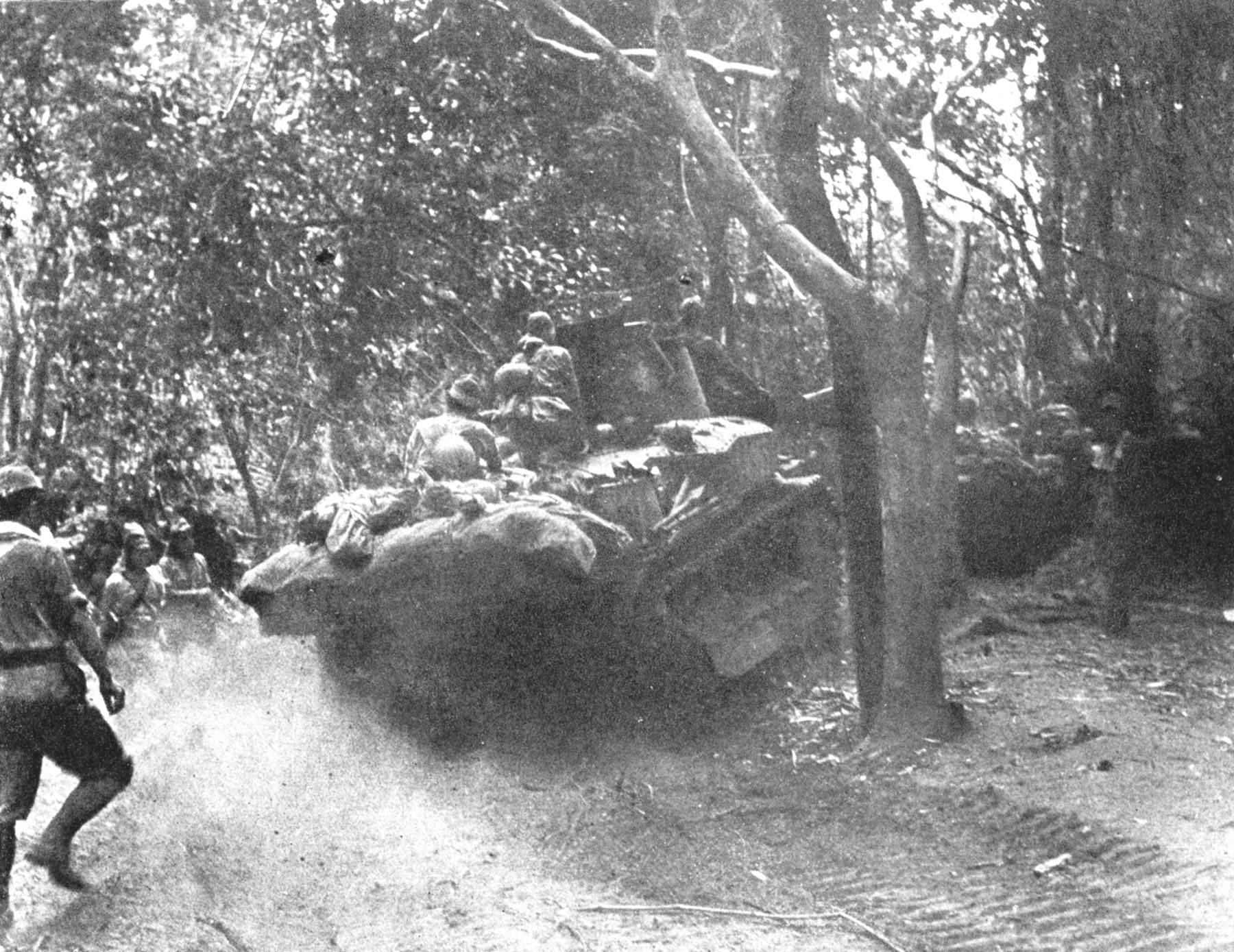
Japońskie czołgi i piechota podczas marszu przez dżunglę na półwyspie Bataan

Pierwszą wyspą, na której Japończycy wysadzili desant morski podczas całej kampanii filipińskiej, była Camiguin leżąca 35 mil na północ od Luzonu. Na wyspie tej Amerykanie nie posiadali żadnego posterunku wojskowego, dlatego też desant nie spotkał się z jakimkolwiek oporem. 10 grudnia wysepka została zajęta przez 300 żołnierzy, którzy natychmiast przystąpili do budowy bazy dla wodnosamolotów. Dzięki temu już następnego dnia japońskie maszyny mogły startować do lotów zwiadowczych nad Luzonem. Następnym celem Japończyków były dwa ważne porty: Aparri znajdujący się na północnym wybrzeżu Luzonu oraz Vigan znajdujący się na zachodnim wybrzeżu. Zajęcie tych portów spowodowałoby natychmiastowe wycofanie się wojsk filipińskich z północnego Luzonu, gdyż w przeciwnym razie mogłyby zostać odcięte przez oddziały japońskie lądujące w Vigan. Gen. Homma rozkazał wydzielić z 48. Dywizji Piechoty dwa zespoły szturmowe w sile 2 tys. żołnierzy, które otrzymały wsparcie 3 krążowników i 2 niszczycieli z grupy adm. Takahashi. Północnego wybrzeża Luzonu broniła filipińska 11 Dywizja Piechoty, a rejon Vigan pozostawiono bez obrony. Pierwsza faza lądowania zakończyła się jednak porażką Japończyków. Wysoka fala utrudniła wylądowanie wszystkich oddziałów i tylko dwie kompanie piechoty ruszyły do walki. Aparri bronione było przez jedną kompanię Filipińczyków, którzy uciekli, gdy zobaczyli żołnierzy cesarskiej armii. Dzięki temu Japończycy wyładowali resztę oddziałów i ok. godz. 13:30 przystąpili do budowy lotniska polowego. 12 grudnia dysponowali oni dwoma lotniskami pod Aparri i pod Tuguegarao. Dzięki temu w nadchodzących dniach oddziały lądowe dysponowały wsparciem lotniczym, w przeciwieństwie do żołnierzy amerykańskich i filipińskich, którzy od tamtej pory dysponowali znikomym lub żadnym wsparciem ze strony własnego lotnictwa.

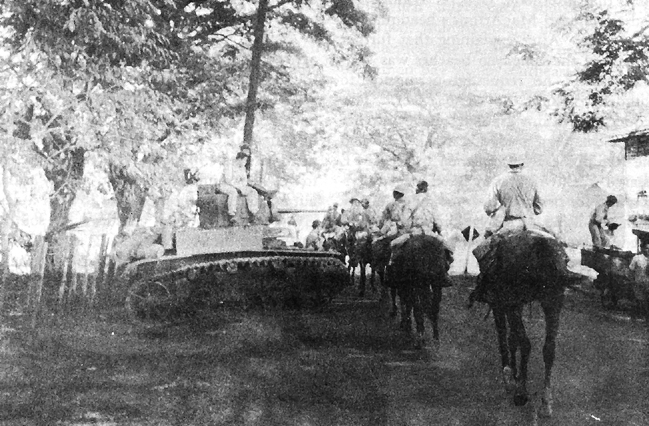
Filipińska kawaleria mija amerykańskie lekkie czołgi M3 Stuart na Luzonie

Drugą operację desantową zamierzano przeprowadzić w rejonie Legaspi na południowym cyplu Luzonu. Lądowania miały dokonać 33. pułk piechoty z 16 Dywizji Piechoty gen. Susumi Morioka oraz 1. Rikusentai Kure (morski oddział desantowy Kure). Łącznię do desantowania o świcie 12 grudnia miało przystąpić 3 tys. żołnierzy i marynarzy. Osłonę morską desantu zapewniały 1 krążownik i 4 niszczyciele kontradmirała Takeo Takagi. Siły obrońców składały się z 41. i 51 Dywizji Piechoty, które zostały zmobilizowane w pierwszych dniach grudnia. Operacja desantowa nie spotkała się z żadną kontrakcją i w godzinach południowych rejon Legaspi został zdobyty. Japończykom udało się zdobyć linię kolejową biegnącą do Manili. 22 grudnia żołnierze 33 Pułku Piechoty doszli do zatoki Lamon. 22 grudnia na wody zatoki Lingayen wpłynął zespół desantowy z głównymi siłami 14 Armii. Wybrzeża broniły oddziały 21 Dywizji Piechoty, a na północy oddziały 11 Dywizji Piechoty. Rankiem w rejonie miasta Lingayen wylądowały 9. pułk piechoty z 16 Dywizji Piechoty, 47 Pułk Piechoty, 48 Pułk Rozpoznawczy i 1 Pułk Piechoty z 48 Dywizji Piechoty. Japończycy odrzucili broniące się oddziały z filipińskiej 11 Dywizji Piechoty i następnie skierowali się w kierunku Manili. 9. pułk piechoty napotkał część oddziałów z filipińskiej 71 Dywizji Piechoty, która otrzymała rozkaz zablokowania od północy pozycji razem z 11 Dywizją Piechoty. Obie dywizje zaczęły się jednak wycofywać, gdyż w przeciwnym razie mogłyby zostać otoczone. Straż tylna osłaniająca odwrót składała się z 26 Pułku Kawalerii i oddziałów 91 Dywizji Piechoty. Równocześnie z tymi działaniami 1. batalion z 33 Pułku Piechoty 16 Dywizji Piechoty oraz 116 Pułk Piechoty z 56 Dywizji Piechoty (z 16. Armii) dokonały desantu pod Davao na wyspie Mindanao. Zajęcie tych wysp odbyło się szybko i bez większych strat, stworzyło ono podstawę do ataku na Holenderskie Indie Wschodnie.

### Zajęcie Manili i odwrót wojsk alianckich na półwysep Bataan

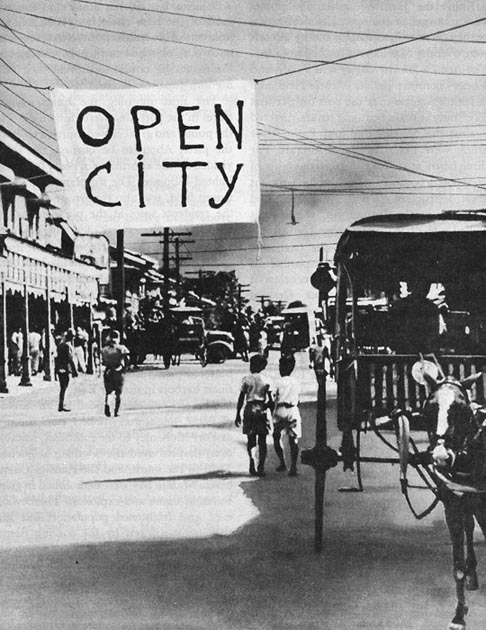
26 grudnia 1941 roku Manila została ogłoszona miastem otwartym. 2 stycznia 1942 roku do miasta wkroczyły wojska japońskie

Japończycy chcąc szybko zająć stolicę Filipin, zorganizowali desant w zatoce Lamon w sile 7 tys. żołnierzy. Drogi do Manili broniły zaledwie dwa bataliony filipińskie. Lądujące w rejonie przesmyku pomiędzy zatokami Lamon i Tayabas oddziały japońskie zmusiły do wycofania się oddziały filipińskie. W ten sposób droga do Manili nie była broniona. MacArthur przekazał całe dowodzenie wszystkimi oddziałami na Luzonie gen. Jonesowi (dowódcy filipińskiej 51 Dywizji Piechoty) i udał się na półwysep Bataan. 24 grudnia zarządził wycofanie wszystkich sił na Bataan, a 26 grudnia przyjął do realizacji opracowany jeszcze przed wojną War Plan Orange-3. Zakładał on, że jedynymi obszarami bronionymi na wypadek ataku japońskiego będą półwysep Bataan oraz wyspa Corregidor. Na nią ewakuowany został rząd filipiński z prezydentem Manuelem Quezonem oraz oficerami sztabu armii filipińskiej. Równocześnie rząd filipiński ogłosił, że Manila stała się miastem otwartym. 2 stycznia 1942 roku do Manili wkroczyły wojska japońskie.
MacArthur z posiadanych jednostek utworzył I Korpus (gen. Wainwright, 1., 31. i 91 Dywizja Piechoty, 26 Pułk Kawalerii) oraz II Korpus (gen. Parker, 11., 21., 41. i 51 Dywizja Piechoty oraz 57 Pułk Piechoty). Amerykanie nie mogli liczyć na porządne posiłki. Jednostki gen. Wainwrighta miały za zadanie utrzymać możliwie jak najdłużej korytarze dla wycofujących się oddziałów gen. Parkera, które wzmocniłyby siły na Bataanie. Linia obrony przebiegała w rejonie Porac–Guagua. Obrona spoczywała na 11 Dywizji Piechoty gen. Broughera oraz na 12 Dywizji Piechoty gen. Capinpina. 26 Pułk Kawalerii płk. Pierce’a znajdował się w odwodzie. Natarcie japońskie prowadzone było przez 65 Brygadę Piechoty, którą wspierały czołgi z 7 Pułku Czołgów. Wojska japońskie nacierały dwoma zgrupowaniami płk. Takahashi i płk. Tanaki.

### Bitwa o Bataan
Po wycofaniu się półwysep Bataan wojska alianckie okopały się na nim, jednak już wkrótce po zakończeniu odwrotu wojska japońskie rozpoczęły swoje własne natarcie. Walki były bardzo krwawe i 5 stycznia 1942 roku oddziały filipińsko-amerykańskie zostały zmuszone do wycofania się w rejon Dinalupihan–Layac. Broniące się 11. i 21 Dywizja Piechoty zostały wycofane z frontu i na pierwszą linię skierowano amerykański 31 Pułk Piechoty płk. Charlesa A. Steela z 71 Dywizji Piechoty oraz 26 Pułk Kawalerii. Filipińczycy powstrzymali aż 5 ataków przeprowadzonych przez zgrupowanie płk. Imai, zanim zostali zmuszeni do odwrotu. W trakcie walk niezwykłą odwagą wykazał się sierż. Jose Calugas, który dokonał wypadu na stanowiska japońskiej artylerii i zdobył jedną armatę kalibru 75 mm. Za ten czyn został odznaczony Medalem Honoru.

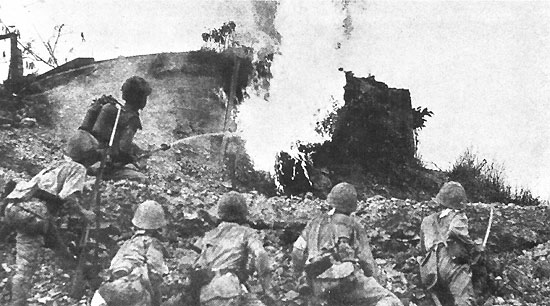
Japońscy żołnierze za pomocą miotaczy ognia atakują jeden z licznych amerykańskich bunkrów na półwyspie Bataan

Kolejną linią obrony półwyspu Bataan był rejon Abucay–Mauban. Zachodni sektor broniony był przez I Korpus gen. Wainwrighta, natomiast wschodni przez II Korpus gen. Parkera, w odwodzie znajdowała się Dywizja Filipińska, która osłaniała rejon Mount Natib. 9 stycznia dowódca 65 Brygady Piechoty gen. Susumu Morioka przeprowadził natarcie na skrzydło 91 Dywizji Piechoty gen. Stevensa, które zepchnęło Filipińczyków z zajmowanych pozycji. Aby utrzymać linie obrony, na zagrożony odcinek został wysłany 57 Pułk Kawalerii płk. George’a S. Clarka. Walki były bardzo krwawe i zażarte, w wielu przypadkach dochodziło do walki na bagnety. 14 stycznia Japończycy uderzyli na pozycje 41. i 51 Dywizji Piechoty. Natarcie skierowane było na skrzydło 51 Pułku Piechoty w rejonie rzeki Salian. Pułk został zmuszony do wycofania się, jednak kontratak przeprowadzony siłami 21 Dywizji Piechoty pozwolił na odzyskanie utraconych pozycji. W tym samym czasie Japończycy rozpoczęli atak na pozycje 53 Pułku Piechoty płk. Johna R. Boatwrighta w rejonie rzeki Abo-Abo. Przełamanie pozycji 53 Pułku Piechoty oznaczało, że Japończycy wejdą pomiędzy 21. a 51 Dywizję Piechoty, co groziło całkowitym załamaniem obrony II Korpusu. Oddziały z 31 Pułku Piechoty i 92 Pułku Piechoty, które znajdowały się w rejonie Bani–Guriol oraz z 45 Pułku Piechoty płk. Thomasa W. Doyle’a szybko zareagowały i umocniły pozycje obronne 51 Dywizji Piechoty. Działania piechoty japońskiej prowadzone do 14 stycznia miały charakter rozpoznawczy i ich celem było uzyskanie informacji o sile i rozmieszczeniu broniących się oddziałów filipińsko-amerykańskich. 15 stycznia lotnictwo japońskie przeprowadziło silny nalot na pozycje zajmowane przez 1 Dywizję Piechoty gen. Segundo, która jednak je utrzymała. Japończycy uznali, że najsłabsze pozycje znajdują się w rejonie 91. i 71 Dywizji Piechoty i tam skierowali cały swój wysiłek.

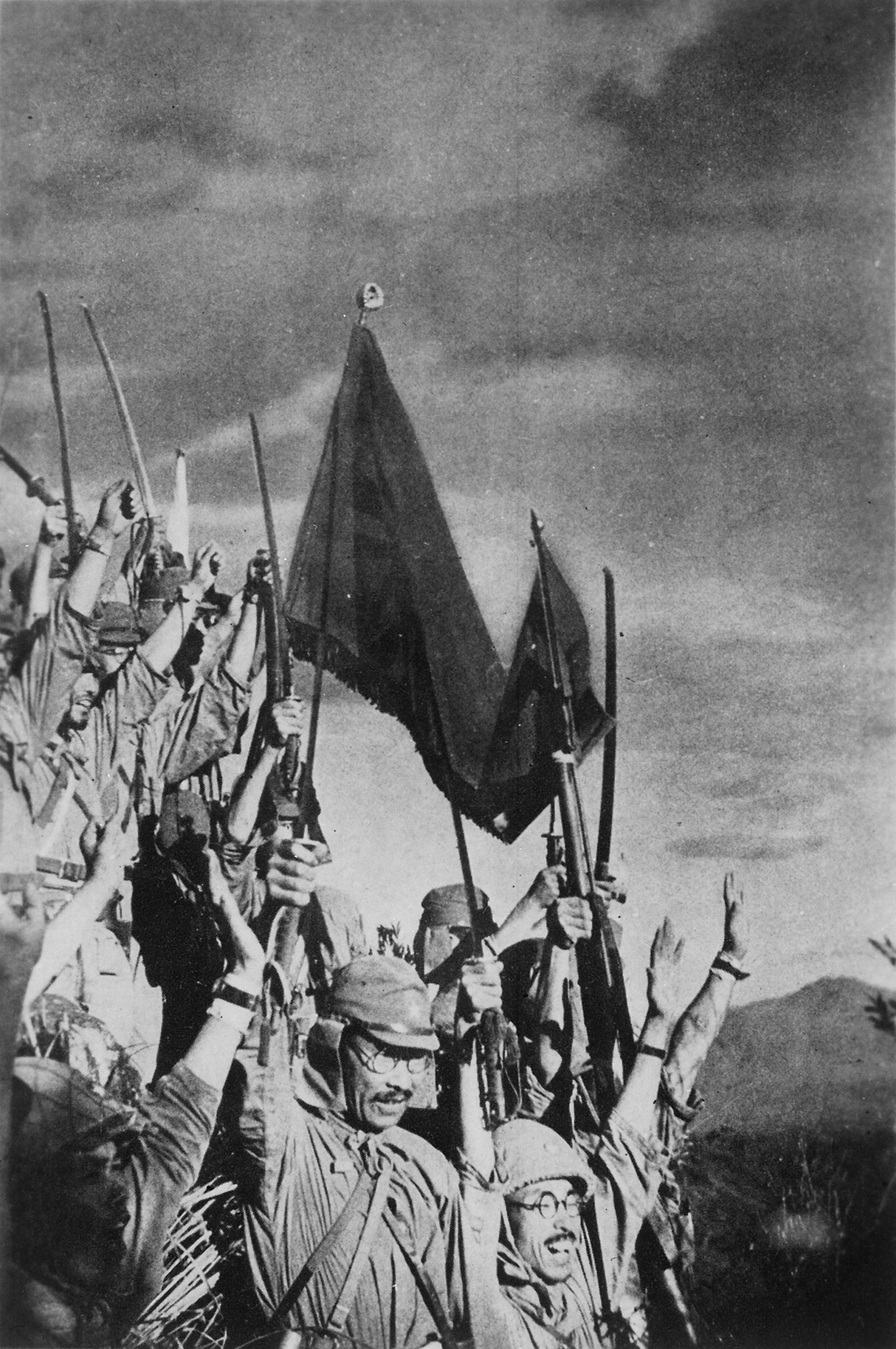
Japońscy żołnierze świętują zwycięstwo po zajęciu półwyspu Bataan

22 stycznia II Korpus gen. Parkera zmuszony był opuścić pozycje nad rzeką Salian. Oznaczało to, że I Korpus gen. Wainwrighta także będzie musiał się wycofać. Aby nie dopuścić do okrążenia wojsk I Korpusu, gen. Bluemel zorganizował obronę z 32. i 41 Pułku Piechoty oraz 51 Dywizji Piechoty, co umożliwiło sprawne wycofanie się I Korpusu i zorganizowanie obrony na linii miast Orion–Bagac i rzeki Tuol. Japończycy, nie mogąc sobie poradzić z frontalnym przełamaniem obrony, postanowili zmienić taktykę ataków. Natarcia prowadzone były na wąskich odcinkach frontu i miały na celu okrążenie i izolowanie oddziałów filipińskich. W ten sposób prowadzono działania w rejonie bronionym przez 1 Dywizję Piechoty oraz 11 Dywizję Piechoty. Dodatkowo na południu półwyspu Bataan, który był osłaniany przez siły Service Command gen. Allana C. McBride'a Japończycy przeprowadzili szereg desantowań (łącznie desantowano 2 tys. żołnierzy). Japończycy utworzyli przyczółki w rejonie Lapay–Longoskawayen, Quinawan–Aglaloma, Silalim–Anyasan. Likwidacja tych przyczółków trwała do 8 lutego i zaledwie 34 żołnierzy japońskich zdołało się przedostać do swoich pozycji.
W końcu stycznia 1942 roku Japończycy kontrolowali ponad 60% półwyspu Bataan. MacArthur zdał sobie sprawę, że walka będzie miała charakter uporczywych starć wspartych całkowitą blokadą półwyspu. 11 marca MacArthur otrzymał rozkaz ewakuacji z Corregidoru. Gen. Wainwright mianowany został dowódcą sił amerykańskich na Filipinach. Japończycy zdali sobie sprawę, że pokonanie sił amerykańsko-filipińskich będzie bardzo trudne. Wydzielenie 65 Brygady Piechoty do prowadzenia działań ofensywnych okazało się błędem. Na front skierowano 4. Dywizję Piechoty. Dodatkowo gen. Kineo Kitajima dowodzący 1 Brygadą Artylerii postulował skoncentrowanie artylerii. Na półwysep Bataan przysłano haubice Typ 4 kalibru 150 mm oraz haubice forteczne Typ 45 kalibru 240 mm. Haubice Typ 45 miały maksymalny zasięg do 10 tys. m i mogły miotać pociski o masie 200 kg. Japończycy do końca marca zdołali zgromadzić aż 300 armat i haubic (różnych kalibrów).
3 kwietnia o godz. 3:00 rano pozycje II Korpusu zostały zbombardowane przez 100 japońskich bombowców. O godz. 9:00 artyleria japońska rozpoczęła ostrzał pozycji filipińskich, który trwał do godz. 15:00. Siły japońskiej 4 Dywizji Piechoty oraz 65 Brygady Piechoty wspieranej przez 7 Płk Czołgów zdołały przełamać pozycje 22. i 23 Pułku Piechoty z 21 Dywizji Piechoty, jednak Amerykanie i Filipińczycy zostali ostatecznie pokonani dopiero 6 kwietnia. Zdobycie Mount Samat umożliwiło Japończykom wyjście na tyły I Korpusu. Jedynym ratunkiem dla oddziałów I Korpusu było wycofanie się razem z II Korpusem. Oznaczało to, że półwysep Bataan został stracony. Gen. Wainwright nakazał dowódcy sił na półwyspie Bataan gen. Edwardowi P. Kingowi podjęcie rozmów o kapitulacji. 9 kwietnia gen. King spotkał się z gen. Kameichiro Nagano i uzgodniono warunki kapitulacji. Do japońskiej niewoli dostało się 15 tys. Amerykanów i 60 tys. Filipińczyków. Ostatnim punktem oporu na Filipinach była wyspa Corregidor.

### Bitwa o Corregidor

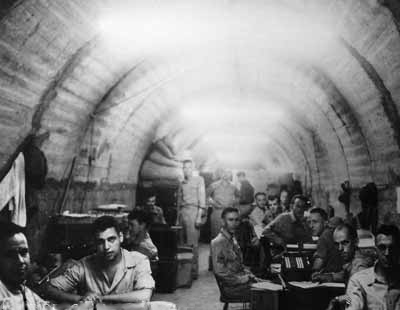
Alianckie dowództwo w tunelu Malinta na wyspie Corregidor

Corregidor jest małą wyspą, która ma 5,5 km długości i 2,5 km szerokości. Fortyfikacje wyspy rozpoczęto budować w okresie I wojny światowej. Znajdowało się tam 56 stanowisk artylerii nadbrzeżnej. System fortyfikacji tworzył Fort Mills. Amerykanie wybudowali pas startowy dla samolotów (Kindley Field) oraz system tuneli i schronów pod górą Malinta. Główny tunel (długości ok. 250 m) był połączony z bocznymi (25 tuneli o długości ok. 50 m każdy) w jeden system. W głównym tunelu znajdowały się szpital polowy oraz izby chorych. Dodatkowo w latach 30. marynarka wybudowała także swój system tuneli, w których znajdowały się magazyny amunicji. Tunele wyposażono w dwa niezależne systemy wentylacji oraz sieć elektryczną. Fort Mills dysponował 44 działami obrony wybrzeża, w tym 10 moździerzami kalibru 305 mm, 8 działami kalibru 305 mm, 2 działami 254 mm, 2 działami kalibru 203 mm i 24 działami kalibru 155 mm. Artyleria obrony wybrzeża zorganizowana była w 23 baterie, dodatkowo w forcie znajdowały się 72 armaty przeciwlotnicze. Na wyspie Caballo leżącej na południe od Corregidoru znajdował się Fort Hughes, którego obrona składała się z 2 dział kalibru 356 mm, 4 moździerzy kalibru 305 mm i 5 dział kalibru 155 mm. Dowódcą obrony był płk. Francis J. Bridget, załoga składała się z 93 żołnierzy piechoty morskiej i 443 marynarzy. Dalej na południe znajdował się Fort Drum, który zlokalizowany został na wysepce El Fraile. Jego garnizon składał się z 200 żołnierzy. Znajdowały się tu 4 działa kalibru 356 mm i 4 działa kalibru 155 mm. Na południowym wschodzie był zlokalizowany Fort Frank, który zbudowano na wysepce Carabao. Powstał on w 1941 roku i w skład jego obrony wchodziły: 2 działa kalibru 356 mm, 8 moździerzy kalibru 305 mm oraz 4 działa kalibru 155 mm. Garnizon składał się z 400 żołnierzy (głównie Filipińczyków).
Obroną Corregidoru dowodził gen. George F. Moore. Załoga składała się z 5700 żołnierzy, stanowiły ją: 1., 2. i 60 Pułk Artylerii Nadbrzeżnej, amerykański 59 Pułk Piechoty oraz filipiński 91. i 92 Pułk Piechoty. 24 grudnia na wyspę przybył 4 Pułk Piechoty Morskiej płk. Samuela L. Howarda (1500 marines). W kwietniu z półwyspu Bataan na wyspę zdołało się przedostać 72 oficerów i 1173 szeregowców.

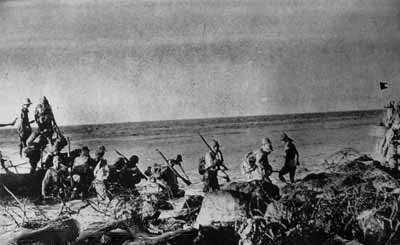
Japońscy żołnierze lądują na Corregidorze

29 grudnia 1941 roku nastąpił pierwszy japoński nalot bombowy na Corregidor. Do dnia kapitulacji lotnictwo japońskie wykonało 614 nalotów, w trakcie których zrzucono 3650 t bomb. W trakcie nalotów uszkodzone zostały instalacje hydrotechniczne, które zapewniały słodką wodę i w marcu 1942 roku zarządzono jej racjonowanie. Marynarka Cesarska szczelnie zablokowała półwysep Bataan i Corregidor, co spowodowało racjonowanie żywności. Po upadku Bataanu Japończycy rozpoczęli systematyczny ostrzał artyleryjski wyspy. Desant na Corregidor został wyznaczony na 5 maja, siłami desantowymi dowodził gen. Kureo Tanaguchi.
Oddziały japońskie wylądowały o godz. 23:30 na plaży pomiędzy North Point a Cavalry Point. W pierwszym rzucie desantowym znajdowało się 790 żołnierzy. Japończycy zdołali uchwycić przyczółek. Drugi batalion japoński (785 żołnierzy) wylądował na wschód od North Point. Obszar ten broniony był przez marines i Japończycy napotkali silny opór. Większość oficerów japońskich poległa. Szczególnie zacięte walki toczono o baterię „Denver”, która nie została zdobyta przez wojska japońskie i skapitulowała 6 maja.
Płk. Howard o godz. 4:30 rozkazał, aby 500 marines obsadziło linie obronne w rejonie baterii „Denver”. Były to ostatnie rezerwy, jakimi dysponował. Japończycy posiadali ok. 900 żołnierzy i szykowali się do kolejnego kontrataku, podczas którego ostrzeliwali pozycje marines granatnikami Typ 89 kalibru 50 mm. Wyrządzały one duże szkody Amerykanom. Obie strony walczyły jednak dalej. Okazało się, że marines nie ustępują w walce na bagnety żołnierzom cesarskim. Jednak było jasne, że kres obrońców jest bliski. Około godz. 9:30 Japończycy dotarli do głównego tunelu, gdzie znajdowały się szpital polowy i sztab obrońców. Gen. Wainwright zwrócił się do prezydenta Roosevelta z prośbą o zezwolenie na kapitulację garnizonu. Zgoda została udzielona. Corregidor skapitulował o godz. 10:30. Do niewoli dostało się 11 tys. żołnierzy, 800 poległo, a 1000 zostało rannych. 900 żołnierzy japońskich zostało zabitych, a 1200 rannych.

## Reperkusje

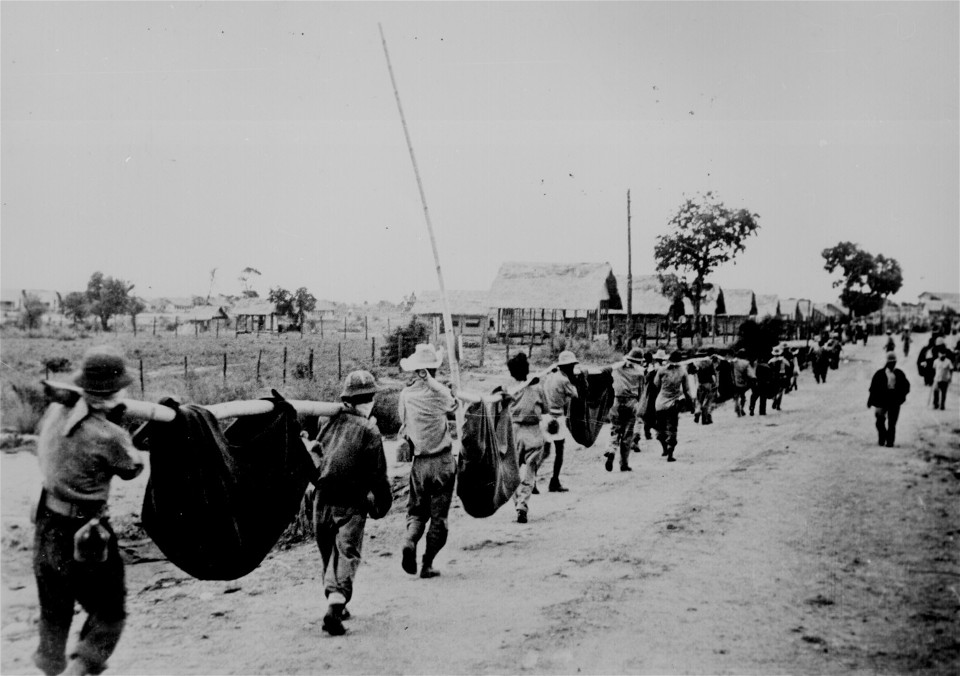
Amerykańscy i filipińscy żołnierze podczas bataańskiego marszu śmierci maszerują w kierunku obozu O’Donnell. Jednocześnie niosą swoich rannych i wycieńczonych kolegów. Zdjęcie wykonano w miasteczku Capas w maju 1942 roku

Klęska wojsk alianckich w kampanii filipińskiej była początkiem brutalnego traktowania alianckich jeńców wojennych przez kolejne trzy i pół roku, w tym licznych zbrodni podczas tzw. bataańskiego marszu śmierci, tragicznych warunków w japońskich obozach jenieckich i na „piekielnych statkach”, którymi jeńcy byli przewożeni do Japonii na roboty przymusowe w kopalniach i fabrykach. Tysiące jeńców transportowano tymi statkami bez wody, prowiantu i odpowiedniej wentylacji. Japończycy nie malowali na tych statkach oznaczeń „POW” (z ang. jeniec wojenny) i dlatego niektóre z nich zostały zatopione przez alianckie samoloty i okręty podwodne. Na przykład 7 września 1944 roku „Shin’yō Maru” został zatopiony przez USS „Paddle”, a wraz z nim zginęło 667 jeńców wojennych, tylko 81 przeżyło.
Japonia swój sukces na Filipinach zawdzięczała ścisłemu współdziałaniu marynarki wojennej z wojskami lądowymi przy wywalczonym panowaniu w powietrzu. Mimo że kampania zakończyła się zwycięstwem Japończyków była ona także poważnym opóźnieniem dla nich, jako że zajęła więcej czasu niż to było przewidywane. Wojska, które miały zostać użyte do ataku na Borneo i Jawę zostały zamiast tego skierowane na Filipiny, co także spowolniło natarcie na Nową Gwineę i Wyspy Salomona.
W latach okupacji działalność militarną prowadził antyjapoński Hukbalahap. Wojska alianckie rozpoczęły kampanię w celu wyzwolenia Filipin w 1944 roku poprzez desanty morskie na wyspę Leyte.
29 stycznia 1945 roku wojska amerykańskie i filipińskie wyzwoliły jeńców wojennych w rajdzie na Cabanatuan.